# Bernard Lavalette
Bernard Lavalette (ur. 20 stycznia 1926 w Paryżu, zm. 14 grudnia 2019 tamże) – francuski aktor teatralny, filmowy i telewizyjny.

## Filmografia
- 1957: Bez rodziny jak brygadier
- 1961: Piękna Amerykanka jako minister handlu
- 1962: Światło Księżyca w Maubeuge jako prezenter telewizyjny
- 1963: Zabawny parafianin jako prefekt policji
- 1964: Tomasz oszust jako dr Gentil
- 1968: Żandarm się żeni jako nauczyciel tańca
- 1971: Wielka mafia jako notariusz
- 1972: Dożywocie jako uśmiechnięty poseł
- 1974: Ściany mają uszy jako L'éditeur
- 1974: Jak zdobyć prawo jazdy jako Le P.D.G.
- 1977: Biały wilk jako Intendent de Béchamel
- 1977: Uczeń drania jako Roger Desmare, prawnik Antoine’a
- 1977: Pozdrów panią jako Le proviseur du Lycée
- 1979: Miasto ciszy jako Franger
- 1980: Fallokraci jako prefekt
- 1985: Sala muzyczna jako Desnouettes
- 1989: Pięć dni czerwca jako właściciel hotelu